# Fortificación de alimentos
La fortificación o enriquecimiento de alimentos es el proceso de añadir micronutrientes a la comida, por lo general vitaminas y oligoelementos esenciales. Puede ser llevado a cabo por los fabricantes de alimentos o por los gobiernos como política de salud pública, para reducir el número de personas con deficiencias dietéticas en la población. La dieta predominante dentro de una región puede carecer de nutrientes particulares debido al suelo de cada lugar o de deficiencias inherentes a los alimentos básicos. En estos casos, agregarle micronutrientes a materias primas y condimentos pueden impedir la malnutrición a gran escala.
Como define la Organización Mundial de la Salud —OMS— y la Organización Alimentaria y Agrícola de las Naciones Unidas —FAO (por sus siglas en inglés)—, fortificación se refiere a «la práctica de aumentar deliberadamente el contenido de un micronutriente escencial, es decir vitaminas y minerales —incluyendo oligoelementos— en una comida, con el objeto de mejorar la calidad nutritiva del suministro alimentario y proporcionar un beneficio de salud público con un mínimo riesgo de salud», mientras que el enriquecimiento está definido como «sinónimo de fortificación y se refiere a la adición de micronutrientes a un alimentario que se han perdido durante el procesado».
La fortificación de alimentos ha sido identificada como la segunda estrategia de cuatro de la OMS y la FAO para comenzar a disminuir la incidencia de deficiencias de nutrientes a escala global. Como la FAO especifica, los alimentos más comúnmente fortificados son los cereales y los productos basados en cereal, la leche y los productos lácteos, las grasas y aceites; elementos alimentarios accesorios; tés y otras bebidas beverage, fórmulas para lactantes. Se estima que la desnutrición y las deficiencias de nutrientes causan la muerte de entre tres y cinco millones de personas por año en el planeta.

## Tipos
Principales métodos de fortificación de alimentos:
1. Fortificación comercial e industrial de harina de trigo, comida de maíz, aceites de cocina.
2. Biofortificación, criar cultivos para aumentar su valor nutritivo, que puede incluir tanto la cría selectiva convencional como la ingeniería genética.
3. Enriquecimiento casero, por ejemplo gotas de vitamina D gotas.[2]

## Razón fundamental
La OMS y la FAO, entre muchas otras organizaciones reconocidas nacionalmente, han reconocido que hay más de dos dosmil millones de personas en el mundo quienes sufren una variedad de deficiencias de micronutrient. En 1992, 159 países acordaron en la Conferencia Internacional de Nutrición de la FAO y la OMS Conferencia Internacional hacer esfuerzos para ayudar a combatir combaten estas deficiencias, destacando la importancia de disminuir las relacionados con la falta de yodo, hierro y vitamina A. Una estadística significativa que provocó estos esfuerzos fue descubrir que aproximadamente una de cada tres personas en todo el mundo está en riesgo de tener deficiencias de esos nutrientes. A pesar de que se reconoce que la fortificación de alimentos por sí sola no solucionará del todo estas deficiencias y sus condiciones de salud asociadas, es un paso hacia reducirlas.
En Canadá, las regulaciones sobre alimentos y drogas describen criterios específicos para justificar la fortificación de alimentos: 
1. Reemplazar los nutrientes perdidos durante la fabricación del producto por ejemplo en la fabricación de la harina.
2. Actuar como intervención en la salud pública.
3. Garantizar la equivalencia nutricional de los alimentos substitutos, por ejemplo para que la mantequilla y la margarina tengan un contenido similar, o la leche de soja y la de vaca, etc.
4. Asegurar la composición adecuada de nutrientes vitamínicos y minerales en alimentos para fines dietéticos específicos, por los productos sin gluten para la celiaquía, bajos en sodio para la hipertensión, etc.

Abordar las deficiencias nutricionales en poblaciones a través de la fortificación de alimentos tiene varias ventajas en comparación con otros métodos, entre las que se incluyen: tratar a la población sin intervenciones dietéticas específicas, y por tanto no requerir un cambio en los patrones alimentarios, la entrega continua de nutrientes, no requiere un cumplimiento individual, y el potencial de mantener las reservas de nutrientes de manera más eficiente si se consumen con regularidad.

## Crítica
Según la OMS, las limitaciones a la fortificación de alimentos pueden afectar derechos humanos: señala que los consumidores tienen derecho a elegir si quieren alimentos fortificados o no, la potencial demanda insuficiente de productos fortificados, los aumentos en los costos de producción que conducen a mayores precios de venta, que los productos fortificados no serían una solución a las deficiencias nutricionales de las personas con ingresos bajos quienes no pueden pagar los nuevos productos, por lo que los niños no pueden consumir cantidades adecuadas de estos alimentos para su nutrición.

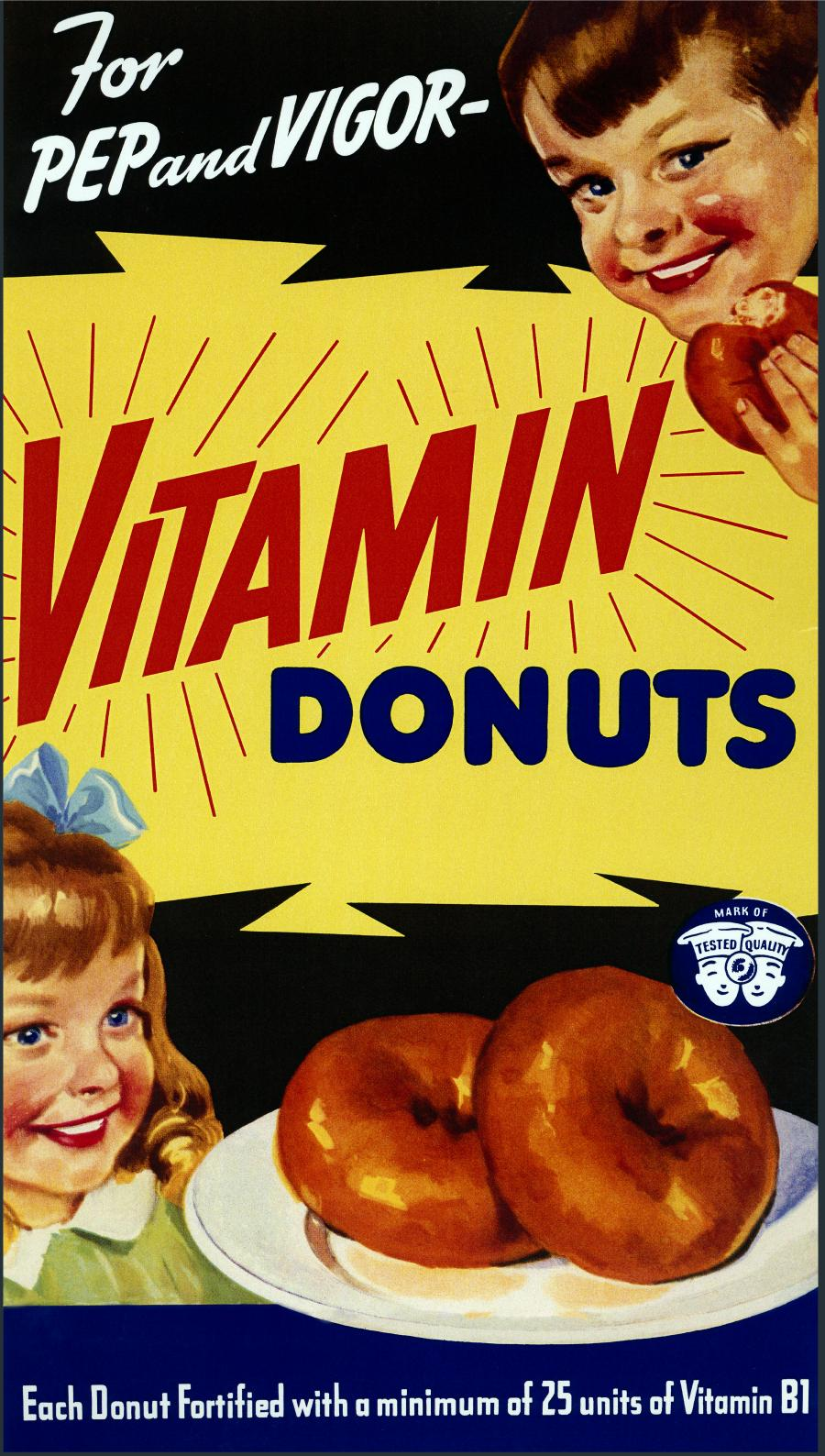
Los fabricantes una vez propusieron vender comida chatarra y cerveza fortificada, pero las políticas de la USFDA de la época lo prohibieron.

Además de las críticas a la fortificación ordenada por el gobierno, las compañías de alimentos han sido criticadas por el enriquecimiento indiscriminado de alimentos con fines de comercialización. Las preocupaciones por la inocuidad de los alimentos llevaron a que una legislación en Dinamarca en 2004 restrinja los alimentos enriquecidos con vitaminas o minerales adicionales. Entre otros productos, fueron prohibidos los Rice Krispies, Shreddies, Horlicks, Ovaltine y Marmite.

### Absorción limitada
Uno de los factores que limitan los beneficios de la fortificación de alimentos es que los nutrientes aislados que son añadidos a un alimento procesado al que se le han eliminado muchos de sus nutrientes, no siempre resultan tan biodisponibles como lo serían en el alimento original. Un ejemplo es la leche descremada, a la que se le retira la grasa y se le añaden vitaminas A y D: al ser liposolubles y no hidrosolubles, es posible que una persona que consume leche descremada sin grasa no absorba la misma cantidad de estas vitaminas que si tomara leche entera. Como estas son liposolubles y no hidrosolubles, es posible que una persona que consume leche descremada no pueda absorber la misma cantidad de estas vitaminas que si bebiera leche entera. Además, el nutriente añadido como fortificante puede tener una mayor biodisponibilidad que el procedente de los alimentos, como es el caso del ácido fólico utilizado para aumentar la ingesta de folatos.
Los fitoquímicos tales como el ácido fítico también pueden afectar la absorción de nutrientes de los granos de cereales, limitando la biodisponibilidad de nutrientes intrínsecos y adicionales, y reduciendo la efectividad de los programas de fortificación. 

### Diferentes formas de micronutrientes
Existe preocupación por el hecho de que los micronutrientes son definidos legalmente sin distinguir entre sus diferentes formas, y que los alimentos fortificados a menudo tienen nutrientes en una proporción que no se daría de forma natural. Por ejemplo, en EE.UU. los alimentos se fortifican con ácido fólico, que es una de las múltiples formas de folato que se dan en la naturaleza, pero que aporta una cantidad menor respecto a los folatos que se dan en los alimentos de origen natural. En muchos casos, como ocurre con el folato, está abierto el debate sobre si el consumo de ácido fólico en esta forma tiene algún riesgo o beneficio.
En muchos casos, los micronutrientes usados para fortificar los alimentos son sintéticos. 
En algunos casos, ciertas clases de micronutrientes pueden ser activamente tóxicas en dosis suficientemente altas, incluso si otras clases son seguras a dosis iguales o mucho más altas. Hay ejemplos de tal toxicidad tanto en las formas sintéticas de las vitaminas como en las de origen natural. El retinol, la forma activa de la vitamina A, es tóxico en una dosis mucho menor que en otras formas, como el betacaroteno. También se sabe que la menadiona, una forma sintética de la vitamina K, es tóxica.